# Lough Derg (Shannon) SPA
Lough Derg (Shannon) SPA este o arie protejată (arie de protecție specială avifaunistică — SPA) din Irlanda întinsă pe o suprafață de 12.709,92 ha, integral pe uscat.

## Localizare
Centrul sitului Lough Derg (Shannon) SPA este situat la coordonatele 52°57′39″N 8°19′28″W / 52.960924°N 8.324537°V.

## Înființare
Situl Lough Derg (Shannon) SPA a fost declarat arie de protecție specială avifaunistică în iulie 2019 pentru a proteja 14 specii de animale.

## Biodiversitate
Situată în ecoregiunea atlantică, aria protejată nu include niciun habitat protejat.
La baza desemnării sitului se află mai multe specii protejate de  păsări (14): rață pitică (Anas crecca), rață fluierătoare (Anas penelope), rață mare (Anas platyrhynchos), Anser albifrons flavirostris, rață-cu-cap-castaniu (Aythya ferina), rața moțată (Aythya fuligula), Bucephala clangula, lebădă de iarnă (Cygnus cygnus), lișiță (Fulica atra), pescăruș râzător (Larus ridibundus), cormoran mare (Phalacrocorax carbo), corcodel mare (Podiceps cristatus), chiră de baltă (Sterna hirundo), nagâț (Vanellus vanellus).
Pe lângă speciile protejate, pe teritoriul sitului au mai fost identificate 2 specii de păsări.